# Werner Forßmann
Werner Theodor Otto Forßmann (psán také Forssmann, 29. srpna 1904 – 1. června 1979) byl německý chirurg a urolog, nositel Nobelovy ceny za fyziologii a lékařství za rok 1956. Cenu s ním dostali také André Cournand a Dickinson Richards a byla mu udělena za vynález srdeční katetrizace.

## Život
Werner Forssmann byl jediné dítě právníka Julia Forssmanna a jeho manželky Emmy roz. Hindenbergové. Vystudoval medicínu na univerzitě Fridricha Wilhelma (dnes Humboldtova) v Berlíně. Již během studií se zajímal o kardiální diagnostiku. V roce 1929 pracoval v nemocnici v Eberswalde, kde provedl sám na sobě test na srdeční katetrizaci. Zavedl si kanylu do žíly a 65 cm dlouhý katetr až do pravé srdeční komory, jak bylo dokumentováno v pořízeném rentgenovém snímku. Tento postup publikoval 5. listopadu 1929 v odborném tisku, ale větší odezvu v odborné veřejnosti měla až jeho přednáška na konferenci Německé společnosti pro chirurgii v dubnu 1931. Katetrizace byla použita již v předchozích letech na zvířatech i lidech (Ernst Unger, Fritz Bleichröder, Walter Löb v r. 1912), ale prvenství díky publikování bylo přiznáno Forssmannovi. Jeho článek s názvem Katetrizace pravé strany srdce v časopisu Klinische Wochenschrift je dnes považován za jeden z mezníků rozvoje medicíny. Ve své době však Forssmann neměl podporu pro širší uplatnění této metody na svém pracovišti. O zdokonalení katetrizace a její zavedení do klinické praxe se zasloužili až ve 40. letech A. Cournand a D. W. Richards.
Forssmann krátce pracoval v berlínské nemocnici Charité a od července 1932 v městské nemocnici v Mohuči, kde se seznámil se svou budoucí ženou Elisabeth Engelovou. Vzali se v prosinci 1933, a protože jako manželé nemohli zůstat na jednom pracovišti, přijal nové zaměstnání jako urolog v nemocnici Rudolfa Virchowa v Berlíně. V následujících letech pracoval jako vedoucí chirurg v několika dalších nemocnicích v Berlíně a Drážďanech. Byl členem NSDAP. Roku 1939 byl povolán do Wehrmachtu jako zdravotní důstojník - chirurg a během 2. světové války se zúčastnil bojů v Polsku, Norsku a Sovětském svazu. V roce 1942 se vrátil do Berlína a zde pracoval až do konce války. Z Berlína uprchl a dostal se do zajetí Američanů, ze kterého byl propuštěn v říjnu 1945. Vrátil se ke své rodině do Wiesu (Kleines Wiesental) u Freiburgu. V poválečných letech jako bývalý člen NSDAP měl Forssman zákaz vykonávat činnost a vypomáhal zde v soukromé praxi své manželky.
Od roku 1950 pracoval v různých nemocnicích jako urolog, v této oblasti absolvoval i vědecký výzkum. Kardiologií se již v praxi nezabýval, své zkušenosti s katetrizací prezentoval na přednáškách. V roce 1954 obdržel Leibnizovu medaili Německé akademie věd v Berlíně za přínos terapeutické kardiochirurgii. V roce 1956 získal společně s André Frédéricem Cournandem a Dickinsonem W. Richardsem Nobelovu cenu ve fyziologii a lékařství za objevy týkající se srdeční katetrizace a patologických změn v oběhovém systému. Od r. 1958 pracoval Forssmann jako vedoucí chirurg v nemocnici v Düsseldorfu, kde zůstal až do odchodu do penze v r. 1969. I když se nevěnoval vědecké práci a byl kritizován pro své členství v NSDAP, udělení Nobelovy ceny přineslo Forssmannovi mnohá další ocenění: Spolkový záslužný kříž r. 1959, jmenování čestným profesorem na univerzitách v Cordobě (Argentina) a Düsseldorfu, čestné členství v lékařských společnostech, členství v Akademii věd Indie, čestný doktorát Humboldtovy univerzity v Berlíně (r. 1977) .
Po odchodu do důchodu žil v Wies-Wambachu a napsal paměti, které byly vydány v roce 1972 pod názvem Pokus na sobě (Selbstversuch). Zemřel 1. června 1979 na infarkt.